# Jeans (månkrater)
För andra betydelser, se Jeans (olika betydelser).
Jeans är en nedslagskrater på månen. Jeans har fått sitt namn efter den brittiske matematikern och astronomen James Hopwood Jeans.
Kratern har en diameter på ungefär 81 km.

## Satellitkratrar
| Jeans | Latitud | Longitud | Diameter |
| ----- | ------- | -------- | -------- |
| B     | 52.4° S | 94.8° Ö  | 11 km    |
| G     | 56.0° S | 93.3° Ö  | 22 km    |
| N     | 58.7° S | 90.5° Ö  | 64 km    |
| S     | 56.8° S | 86.8° Ö  | 56 km    |
| U     | 54.7° S | 86.5° Ö  | 57 km    |
| X     | 53.5° S | 89.4° Ö  | 44 km    |
| Y     | 51.2° S | 90.5° Ö  | 17 km    |